# 2995 a.C.
Il 2995 a.C. (MMCMXCV a.C. in numeri romani) è un anno  del XXX secolo a.C.

## Eventi
- c. 2995 a.C. Antico Egitto: Anedjib sesto faraone (c.a. 2995 a.C. - 2985 a.C.) della I dinastia egizia